# Rave Master
Rave Master (Thánh thạch Rave) là một truyện tranh manga của tác giả Hiro Mashima được phát hành bởi nhà xuất bản Kodansha. Chương đầu tiên của "Rave Master" phát hành tại Nhật Bản vào ngày 17 tháng 10 năm 1999. Manga được in trên tạp chí Shōnen Magazine vào tháng 7 năm 1999 đến tháng 7 năm 2005. Bộ manga đã được Tokyopop cấp phép cho một bản phát hành tiếng Anh ở Bắc Mỹ cho đến khi hợp đồng của họ hết hạn. Ngày 26 tháng 9 năm 2009, tại New York Anime Festival, nó đã giành được bản quyền Rave Master phát hành trong tháng 9 năm 2010. Kodansha Comics USA đã xuất bản hàng loạt vào năm 2011.
Rave Master được Studio Deen chuyển đổi thành phim với độ dài 51 tập. Bộ phim hoạt hình được trình chiếu trên TBS vào ngày 13 tháng 10 năm 2001 cho đến ngày 28 tháng 9 năm 2002.

## Cốt truyện
Vào năm 0015, Thế giới bị bao trùm bởi Dark Bring, viên đá ban cho chủ sở hữu một sức mạnh của bóng tối. Một cuộc chiến khốc liệt đã xảy ra giữa Vương quốc Symphonia chống lại Stones Rave. Shiba Roses, người chủ sở hữu Rave Master lần đầu tiên, đã cố gắng đánh bại Sinclaire nhưng không thành công. Kết quả, một vụ nổ mang tên "Overdrive" đã phá hủy một phần mười của thế giới, Plue và năm mảnh vỡ của Rave nằm rải rác khắp thế giới.
Năm mươi năm sau, khi nhân vật chính là Glory Haru được 16 tuổi sống trên hòn đảo Garage yên bình cùng người chị gái là Cattleya. Câu chuyện bắt đầu khi Haru câu được Plue trên 1 hòn đảo nhỏ. Shiba đã đến với mong muốn tìm lại Plue, đồng thời những kẻ từ tổ chức Demon Card đến và phá hủy ngôi nhà của Haru. Shiba nói với Haru, cậu là Rave Master đời thứ hai và thế là cậu bị cuốn vào trận chiến khốc liệt với tổ chức tội ác "Demon Card" sử dụng đá Dark Bring với mục đích thống trị thế giới, với vai trò là Chủ nhân Rave, Cậu có được những người bạn rất tốt giúp đỡ trong cuộc phiêu lưu, mỗi người bạn là một khả năng chiến đấu khác nhau, tất cả đều đáng tin cậy và cùng lý tưởng đem lại hòa bình cho thế giới.

## Ý tưởng sáng tác
Hiro Mashima đã tạo Rave Master với ý tưởng đi du lịch vòng quanh thế giới với độ dài 35 tập. Đôi lúc rất khó để phát triển cốt truyện, nhưng Mashima cũng đã hoàn thành. Tuy nhiên, ở những tập truyện cuối cùng thì câu chuyện có pha lẫn chút tình cảm buồn. Trong Rave Master và tập truyện manga khác của ông là Fairy Tail, Mashima muốn làm cho công lý thắng thế nhưng cũng làm cho người đọc hiểu những nhân vật phản diện và lý do để chiến đấu của nhân vật chính để làm cho nhân vật phức tạp hơn.

## Truyền thông

### Manga
Rave Master được đăng đầu tiên trên Weekly Shōnen Magazine vào năm 1999 xuyên suốt 296 chương mãi đến năm 2005. Ngày 31 tháng 8 năm 2009, Tokyopop đã thông báo rằng họ sẽ không được hoàn thành loạt manga khi giấy phép với Kodansha hết hạn và Kodansha yêu cầu họ ngay lập tức ngưng công bố của tất cả các series được cấp phép trước đây, bao gồm cả Rave Master.

### Anime
Bộ phim được Studio Deen chuyển thể thành một series anime có độ dài 51 tập dựa trên 12 tập đầu của loạt truyện manga. Bộ phim hoạt hình được trình chiếu trên TBS vào ngày 13 tháng 10 năm 2001 xuyên suốt cho đến ngày 28 tháng 9 năm 2002.
Vào tháng 6 năm 2004, phiên bản tiếng Anh đã được ra mắt và phát sóng trên kênh Cartoon Network tại Mỹ.

### Trò chơi
Có sáu trò chơi video dựa trên Master Rave. Các trò chơi phiêu lưu như: Groove Adventure Rave, Groove Adventure Rave: Mikan no Hiseki, và Groove Adventure Rave: Plue no Daibouken không được phát hành trên PlayStation. Groove Adventure Rave, and Rave Master: Special Attack Force! (Groove Adventure Rave: Hikari to Yami no Daikessen 2) đều được phát hành trên Game Boy Advance, và Rave Master được phát hành trên Nintendo GameCube.